# 竹谷睦
竹谷 睦（たけや まこと、1977年7月27日 - ）は、神奈川県出身の元サッカー選手、サッカー指導者。現役時代のポジションはディフェンダー。

## 来歴
桐光学園高校では同学年に鈴木勝大、1学年下に中村俊輔と佐原秀樹がいた。高校卒業後は、国士舘短期大学に進学。短大卒業後は、国士舘大学の2年生に編入した。そのため同年齢の佐伯直哉と鈴木は1学年上にあたり、1歳下の木谷公亮は同学年である。大学を卒業後、2001年にJ2リーグの水戸ホーリーホックに入団。1年目から19試合に出場した。しかし、シーズン終了後に退団した。
水戸退団後は、東洋大学体育会サッカー部コーチ、神奈川県教員サッカークラブでのプレーを経て、2014年4月から神奈川県立湘南高等学校に赴任し、同校サッカー部の監督に就任した。

## 個人成績
| 国内大会個人成績 | 国内大会個人成績 | 国内大会個人成績 | 国内大会個人成績 | 国内大会個人成績 | 国内大会個人成績 | 国内大会個人成績 | 国内大会個人成績 | 国内大会個人成績 | 国内大会個人成績 | 国内大会個人成績 | 国内大会個人成績 |
| 年度             | クラブ           | 背番号           | リーグ           | リーグ戦         | リーグ戦         | リーグ杯         | リーグ杯         | オープン杯       | オープン杯       | 期間通算         | 期間通算         |
| 年度             | クラブ           | 背番号           | リーグ           | 出場             | 得点             | 出場             | 得点             | 出場             | 得点             | 出場             | 得点             |
| 日本             | 日本             | 日本             | 日本             | リーグ戦         | リーグ戦         | リーグ杯         | リーグ杯         | 天皇杯           | 天皇杯           | 期間通算         | 期間通算         |
| ---------------- | ---------------- | ---------------- | ---------------- | ---------------- | ---------------- | ---------------- | ---------------- | ---------------- | ---------------- | ---------------- | ---------------- |
| 2001             | 水戸             | 3                | J2               | 19               | 0                | 0                | 0                |                  |                  |                  |                  |
| 通算             | 日本             | 日本             | J2               | 19               | 0                | 0                | 0                |                  |                  |                  |                  |
| 総通算           | 総通算           | 総通算           | 総通算           | 19               | 0                | 0                | 0                |                  |                  |                  |                  |